# Enteropsis
Enteropsis är ett släkte av kräftdjur. Enteropsis ingår i familjen Ascidicolidae.
Kladogram enligt Catalogue of Life:
| Enteropsis | \| \| Enteropsis capitulatus \| \| \| \| \| \| Enteropsis minor \| \| \| \| \| \| Enteropsis roscoffensis \| \| \| \| \| \| Enteropsis sphinx \| \| \| \| \| \| Enteropsis superbus \| \| \| \| |
|            | \| \| Enteropsis capitulatus \| \| \| \| \| \| Enteropsis minor \| \| \| \| \| \| Enteropsis roscoffensis \| \| \| \| \| \| Enteropsis sphinx \| \| \| \| \| \| Enteropsis superbus \| \| \| \| |
|            | Ascidicola |
|            | |
|            | Botryllophilus |
|            | |
|            | Enterocola |
|            | |
|            | Haplosaccus |
|            | |
|            | Haplostoma |
|            | |
|            | Haplostomella |
|            | |
|            | Haplostomides |
|            | |
|            | Schizoproctus |
|            | |
|            | Styelicola |
|            | |
|            | Enteropsis capitulatus |
|            | |
|            | Enteropsis minor |
|            | |
|            | Enteropsis roscoffensis |
|            | |
|            | Enteropsis sphinx |
|            | |
|            | Enteropsis superbus |
|            | |

|  | Enteropsis capitulatus  |
|  |                         |
|  | Enteropsis minor        |
|  |                         |
|  | Enteropsis roscoffensis |
|  |                         |
|  | Enteropsis sphinx       |
|  |                         |
|  | Enteropsis superbus     |
|  |                         |